# Roland Boyes
Roland Boyes (n. 12 februarie 1937 – d. 16 iunie 2006) a fost un om politic britanic, membru al Parlamentului European în perioada 1979-1984 din partea Regatului Unit. 
1. ↑   http://news.independent.co.uk/people/obituaries/article1093478.ece Lipsește sau este vid: |title= (ajutor)
2. 1 2 3  Hansard 1803–2005
3. ↑  Deputații în Parlamentul European